# Joma (kleding)
Joma is een Spaans bedrijf gevestigd in Portillo de Toledo.
Aanvankelijk produceerde Joma schoenen in het algemeen. Vanaf 1968 specialiseerde het bedrijf zich in het maken van sportschoenen. Daarna besliste Joma om zich in de voetbalwereld te presenteren. Joma heeft kantoren in Amerika, Europa en Azië, in totaal in 70 verschillende landen. Vanaf seizoen 2019/2020 zal het shirtsponsor worden van de Belgische topclub Anderlecht.

## Sponsoring nationale voetbalteams

### Europa
- Bulgarije
- Roemenië
- Oekraïne